# Samostan Svete Marije na Mrkanu
Samostan Svete Marije ili Samostan Svetog Mihaela bio je benediktinski samostan na otoku Mrkanu.

## Povijest
Prvi spomen ovoga samostana bilježi se 1218. godine. Mrkanski opat Andrija se spominje 1285. godine, a 1294. godine, jedna najmovna pogodba spominje Matu Grubiše Ranjinu, njezinog posljednjeg poznatog opata. Dakle, jedini siguran spomen ovog samostana je iz 13. stoljeća. Prema jednoj od predaja samostan je opustio od kuge. Mrkanski samostan imao je dvije crkve; sv. Marije i sv. Mihaela, pa je i samostan imao dva imena. Samostan je bio poznatiji kao samostan sv. Marije, ali se nekada nazivao i samostan sv. Mihaela, tj. opatija sv. Mihaela. Posljednji poznati mrkanski monah „frater Petrus de Mercana” preselio se na Lokrum gdje se spominje 1296. godine.
Samostan sv. Marije na bio je zadužbina dubrovačke obitelji De Theophilis. Početkom 14. stoljeća, za vrijeme progona kralja Milutina, trebinjski biskup pronašao je utočište na Mrkanu.
Nakon progona, trebinjski je biskup na Mrkanu uredio svoju rezidenciju. Samostan je imao kulu kao zaštitu od razbojnika te dvije crkve. Glavna je bila crkva sv. Marije (Navještenja ili Gospe Snježne) po kojoj se samostan redovito nazivao kao samostan sv. Marije, ali se 1252. godine zove po drugoj crkvi, posvećenoj sv. Mihaelu.
Godine 1377. samostan je postao karantena gdje se raskuživala roba koja je bila namijenjena Dubrovniku te su tu također liječili i bolesnici zaraženi od kuge. Kako bi se očuvala samostanska imovina, dubrovački nadbiskup je imenovao dva klerika i dva laika za prokuratore samostana. Kako je samostan posjedovao i dva obližnja otočića, Supetar i Bobaru, trebinjsko-mrkanski biskup je i njih dobio. Na Supetru je postojao samostan sv. Petra koji nije bio pravno samostalan, nego je bio ovisan o mrkanskom samostanu, možda kao njegov priorat.
Posljednji biskupski obred na Mrkanu učinio je biskup Martinis u rujnu 1667. zaredivši u crkvi sv. Mihovila za svećenika Nikolu Altapenu.

## Poveznice
- Mrkan
- Samostan Svetoga Petra na Supetru
- Samostan Svetoga Petra u Polju

### Knjige
- Milanović, Jozo. 2023. Benediktinci na području Trebinjsko-mrkanske biskupije.   Puljić, Ivica; Marić, Marinko (ur.). Trebinjsko-mrkanska biskupija: Zbornik radova povodom obilježavanja 1000. obljetnice prvoga pisanog spomena Trebinjske biskupije i 700. obljetnice prvoga pisanog spomena Mrkanske biskupije. Trebinjsko-mrkanska biskupija. Mostar. str. 427–437
- Puljić, Ivica. 2023. Pregled povijesti područjâ Trebinjsko-mrkanske biskupije do pada pod osmansku vlast.   Puljić, Ivica; Marić, Marinko (ur.). Trebinjsko-mrkanska biskupija: Zbornik radova povodom obilježavanja 1000. obljetnice prvoga pisanog spomena Trebinjske biskupije i 700. obljetnice prvoga pisanog spomena Mrkanske biskupije. Trebinjsko-mrkanska biskupija. Mostar. str. 39–171
- Krešić, Milenko. 2023. Nastanak i razvoj župa na području Trebinjsko-mrkanske biskupije i sakralni objekti po župama.   Puljić, Ivica; Marić, Marinko (ur.). Trebinjsko-mrkanska biskupija u vrijeme osmanske (turske) vladavine. Trebinjsko-mrkanska biskupija. Mostar. str. 171–247